# 長竿手躄魚
長竿手躄魚是輻鰭魚綱鮟鱇目躄魚亞目躄魚科的其中一種，為溫帶海水魚，分布於西北太平洋日本高知縣柏島海域，棲息深度可達45公尺，體長可達4.9公分，棲息在岩架底層水域，生活習性不明。

## 扩展阅读
維基物種上的相關：長竿手躄魚